# Lisa Lambe
Lisa Lambe (Dublín, Irlanda 1 de agosto de 1984) es una cantante y actriz irlandesa popularmente conocida por formar parte de la agrupación musical femenina Celtic Woman. Su carrera abarca roles de escenario para musicales, como también para cine, televisión y radioteatro.

## Inicios y carrera
Lisa Lambe se inició en las artes escénicas a la corta edad de tres años y se graduó con una licenciatura en estudios de actuación en la academia Trinity College de Dublín. Ha participado en variados papeles principales en destacadas producciones teatrales en Europa y más aún en Irlanda como también en el Reino Unido. Participó como solista acompañada de la orquesta RTÉ Concert Orchestra de Irlanda. También figuró como artista invitada en el conocido programa irlandés The Late Late Show, colaborando con músicos como Shay Healy y Frank McNamara.
En el ramo teatral sus papeles e interpretaciones más destacadas han sido The Shaughraun dirigido por John McColgan (bajo la dirección musical de David Downes; en el Teatro Abbey), The Wiremen dirigido por Shay Healy (en el Teatro Gaiety) y Sweeney Todd (en el teatro Gate).
Interpretó a Elizabeth O'Farrell en The Bloody Irish, escrito por el Servicio Público de Radiodifusión estadounidense (PBS, por sus siglas en inglés), en 2015.

## Celtic Woman

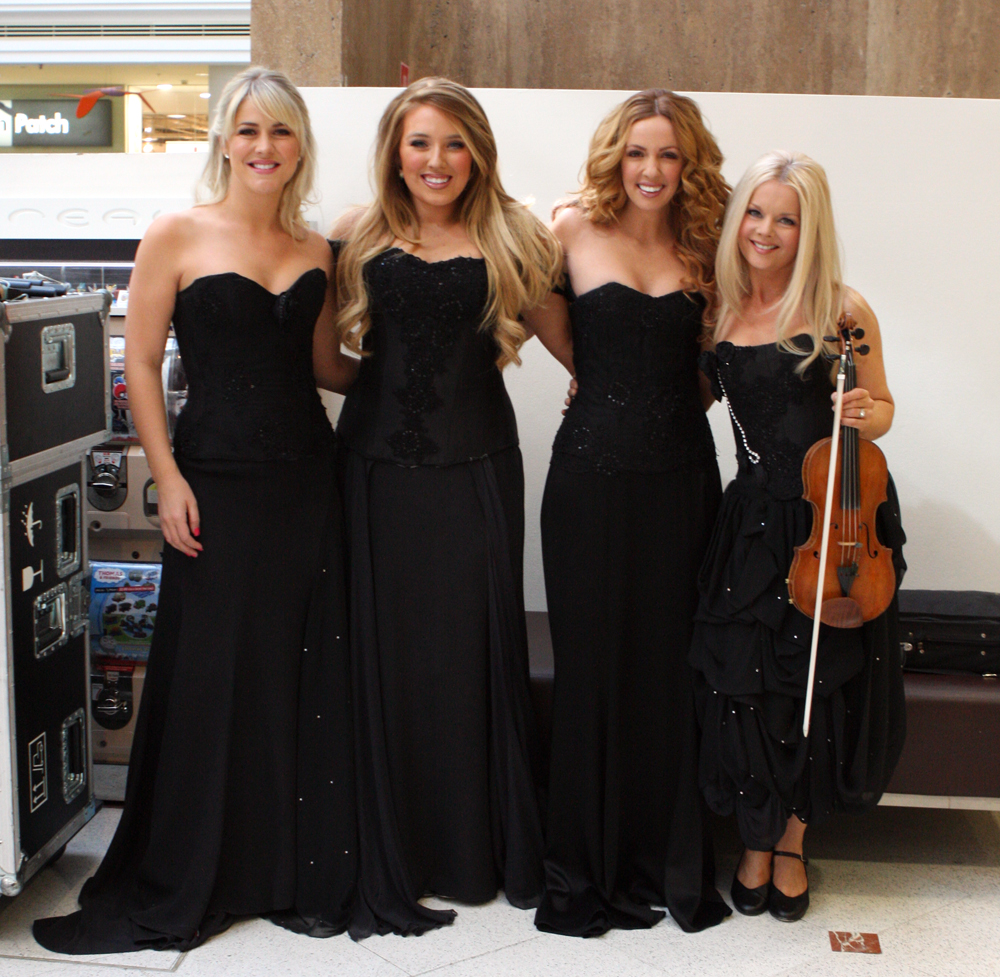
Celtic Woman actúa en el Centro Comercial Macquarie, Sydney.

Después de la gira de Celtic Woman Songs From The Heart, en noviembre de 2010, Lynn Hilary anunció que dejaría el grupo para volver a Irlanda. Tiempo después se anunció que Lisa Lambe se uniría al conjunto como parte de la gira de 2011. En el sitio web oficial de Celtic Woman, ella comentó:
	—¡Estoy encantada de unirme a Celtic Woman! Es un privilegio ser parte de este espectáculo  increíble y estoy deseando que ésta, sea una experiencia increíble. No puedo esperar para unirme a Lisa, Máiréad, Chloë en este maravilloso viaje.—
A principios de 2014, Celtic Woman anunció que Lisa dejaría el grupo para retomar sus papeles en musicales y obras connotadas.

## Videografía

### Celtic Woman
- Celtic Woman: Believe (mayo de 2011, enero de 2012)
- Celtic Woman: Home For Christmas (octubre de 2013)
- Celtic Woman: Emerald · Musical Gems (enero de 2014)

## Discografía

### Celtic Woman
- Celtic Woman: Believe (2012)
- Celtic Woman: Home For Christmas (2013)
- Celtic Woman: Emerald · Musical Gems (2014)

### Independiente
- Hiding Away (2015)[7]
- Juniper (2020)[8]
- Wild Red (2021)
- Lisa Lambe Live (2023)

En la gira de Celtic Woman Believe Tour, Lambe tocó las Cucharas no solo en la interpretación de Téir Abhaile Riú sino que en su versión del tema Dúlaman. Ella es la segunda persona que tiene la habilidad de tocar cucharas además del percusionista del grupo Ray Fean quien ha acompañado al grupo desde sus inicios en 2004.